# 일반 의지
일반 의지 (一般意志, 프랑스어: Volontegenerale, 영어: General will), 또는, 일반 의지는 사회의 모든 사람에게 공유되는 의지이다. 프랑스 철학자 장자크 루소가 1762년에 발표한 '사회계약론' 속에서 제창한 개념이다.
국민, 시민의 의지란 무엇으로 있으며, 그것이 정치에 반영된다는 건 무슨 일인가 하는 질문의 해결이 되었다. 이를 발견할 때까지의 과정은 자유 토론이며, 거기서부터 모든 사람에게 자신의 문제이기도 하며 전원의 문제이기도 한 사항이 도출되어 그것이 일반 의지가 된다. 하지만, 이는 어디까지나 전원에게 공통되는 의지이며, 개인의 사정이나 이해의 총체는 아니다. 모든 사람이 개인적인 특정의 사정을 이 자리에서 버리고 갔을 때야말로 공통의 의지가 분명해져, 이 공통의 의지만을 의지하여 사회가 성립한다. 이 사회의 질서는 이 일반 의지만을 근거로 한 주권의 힘이며, 이렇게 개인과 사회와 주권이 완전히 대립하는 일 없이 서로 겹치는 국면이 된다.

## 개요
루소는 개인의 자유를 주장한 사상가이자 동시에, 개인과 국가의 절대적인 융합을 주장하고 있다. 이 두 개의 주장을 묶을 때, 그의 조어인 '일반 의지'는 큰 의미를 가진다.
'사회계약론' 중에서도, '일반 의지는 항상 올바르고, 항상 공의 이익을 목표로 한다'를 확인하는 문언으로부터 시작되는 제2편 제3장에서, 루소는 '특수 의지' (각 개인의 의지)와 '전체 의지' (특수 의지의 총화, 전체의 총의)라는 개념으로 나누고, 그것들과는 별도로 '일반 의지'가 있다고 주장하고 있다. 그것은 즉, '특수 의지'의 총화인 '전체 의지'는 나의 이익을 유의하고 있는 점이다. '공의 이익'이란, '공공의 이익'이나 '전체의 이해'로도 설명된다. 또 같은 의미로, '일반 의지'는, 단순한 '특수 의지'의 화는 아니지만, 그 각각의 '특수 의지'에서, 서로 상쇄하는 과부족을 제외하면, '상위의 총화'로서의 '일반 의지'가 남는 것이라고 설명하고 있다. 이와 같이, 물론, 선거의 투표에 의해서 얻을 수 있는 의지나, 의회로의 정당간의 합의 등에서 얻을 수 있는 의지는 '일반 의지'는 아니다. '일반 의지'는 정치가의 의지도 아니다. 루소는 '사회계약론'의 전체를 통해, '일반 의지'에의 절대 복종을 말하고 있다.
또, 루소는 '사회계약론' 제2편 제7장에서, '일반 의지'를 꺼내는 구조로서의 '입법자' 되는 개념을 제시하고 있다.
이처럼, '일반 의지'는 매우 이해하기 어려운 개념이며, 오랜 세월 많은 학자, 연구자에 의해서 여러 가지 검토가 이루어져 왔다.

## 독재와의 관계
프랑스 혁명기, 자코뱅의 리더로서 정권을 잡은 막시밀리앵 로베스피에르는 일반적으로 '루소가 피로 물든 손'이라고 불린다. 이것은 로베스피에르가 스스로 개소화 '일반 의지'를 풀 수 있는 사람이라고 한 다음 독재를 실시해, 공포정치에 의해서 반대자를 대량으로 처형했던 것에 유래한다. 이와 같이, '일반 의지'라는 개념은 역사상 가끔 독재자에 의해서 '이용'되어 왔다.

## 같이 보기
- 합의된 실재
- 인간과 시민의 권리선언
- 지도자원리
- 자연법
- 국민주권

## 참고 문헌
- 장자크 루소, '사회계약론' (1762년), 구오바라 다케오·마에카와 정지로 역, 이와나미 문고, 1954년.
- '루소 전집' 제2·4·5·6·9권, 사사키 야스유키·하라 요시오·사쿠타 케이치·히구치 근일·마츠모토 츠토무 외 역, 하쿠스이사, 1978년 - 1981년.
- 사에키 계사 저, '현대 민주주의의 병리 - 전후 일본을 어떻게 볼까', 일본 방송출판 협회, 1997년, 157페이지.
- 미셸 후코 저, '지에의 의지', 와타나베 모리아키 역, 신쵸오샤, 1986년.
- 히가시 히로키 저, '일반 의지 2.0', 코단샤, 2011년.